# Čardak (Modriča)
Pour les articles homonymes, voir Čardak.
Čardak (en serbe cyrillique : Чардак) est un village de Bosnie-Herzégovine. Il est situé dans la municipalité de Modriča et dans la république serbe de Bosnie. Selon les premiers résultats du recensement bosnien de 2013, il compte 461 habitants.

## Démographie

### Évolution historique de la population dans la localité
| 1948 | 1953 | 1961 | 1971  | 1981  | 1991  | 2013 |
| ---- | ---- | ---- | ----- | ----- | ----- | ---- |
| -    | -    | 959  | 1 026 | 1 046 | 1 006 | 461  |

|  |